# Броштень (Горж)
Броштень, Броштені (рум. Broșteni) — село у повіті Горж в Румунії. Входить до складу комуни Плопшору.
Село розташоване на відстані 214 км на захід від Бухареста, 40 км на південь від Тиргу-Жіу, 51 км на північний захід від Крайови.

## Населення
За даними перепису населення 2002 року у селі проживали 229 осіб, усі — румуни. Усі жителі села рідною мовою назвали румунську.